# 紀大音
紀 大音（き の おおと）は、飛鳥時代の人物。姓は臣。672年の壬申の乱の際、大海人皇子（天武天皇）の側につき、懼坂に陣営を作って河内国で敗れた味方を収容した。

## 経歴
紀氏（紀臣）は当時の有力氏族だが、大音の系譜は不明である。
天武天皇元年（672年）壬申の乱で倭（大和国）の方面の指揮をとった大伴吹負は、おそらく7月2日に河内から大軍が来るとの情報を得て、三部隊を分派した。そのうち坂本財らの部隊は、高安城を攻め取ってから、おそらく7月3日の朝に西方を見下ろし、壱伎韓国が率いる大軍を遠望した。彼らは出撃して戦うことを決めたが、別に紀大音に人数を預けて懼坂を守らせた。坂本らは衛我河の西で戦って敗れ、大音が用意した陣営に逃げ込んだ。おそらく5日に壱伎韓国の軍勢が押し寄せると、彼らは抗戦できずに退却した。紀大音はその後も吹負の下で戦ったと思われるが、他に記録がなく後のことは不明である。